# Takao Doi
Takao Doi (土井 隆雄 Doi Takao?,  Tokio, 18 de septiembre de 1954) es un astronauta japonés y veterano de dos misiones del transbordador espacial de la NASA. 

## Biografía
Doi tiene un doctorado de la Universidad de Tokio en ingeniería aeroespacial y ha estudiado y publicado en los campos de sistemas de propulsión y tecnología de microgravedad. Investigó en el Instituto de Ciencias Espaciales y Astronáuticas y fue seleccionado por NASDA como candidato a astronauta en 1985 para el programa espacial tripulado japonés, al tiempo que realizaba investigaciones en los Estados Unidos en el Centro de Investigación Lewis de la NASA y en la Universidad de Colorado en Boulder. Doi voló como especialista en misiones a bordo del STS-87 en 1997, durante el cual se convirtió en el primer astronauta japonés en realizar un paseo espacial.
Obtuvo un doctorado en 1983 en la Universidad de Tokio, y también un doctorado en Astronomía en la Universidad de Rice en 2004.
Takao Doi visitó la Estación Espacial Internacional en marzo de 2008 como miembro de la tripulación de la STS-123. La STS-123 entregó el primer módulo del laboratorio japonés, Kibō, y el robot canadiense Dextre a la estación espacial. Durante esta misión, se convirtió en la primera persona en lanzar un bumerán al espacio que había sido diseñado específicamente para su uso en microgravedad durante los vuelos espaciales.
Doi se retiró del servicio de astronauta y trabajó como jefe de la Sección de Aplicaciones Espaciales de la Oficina de las Naciones Unidas de Asuntos del Espacio Ultraterrestre desde septiembre de 2009.
En abril de 2016, se convirtió en profesor de la Unidad de Estudios Sinérgicos para el Espacio de la Universidad de Kioto.
Como un ávido astrónomo aficionado, descubrió las supernovas SN 2002gw y SN 2007aaa.